# Marshall Warren Nirenberg
Marshall Warren Nirenberg (Ciutat de Nova York, 1927 - Ciutat de Nova York, 2010) fou un bioquímic i genetista estatunidenc guardonat amb el Premi Nobel de Medicina o Fisiologia l'any 1968.

## Biografia

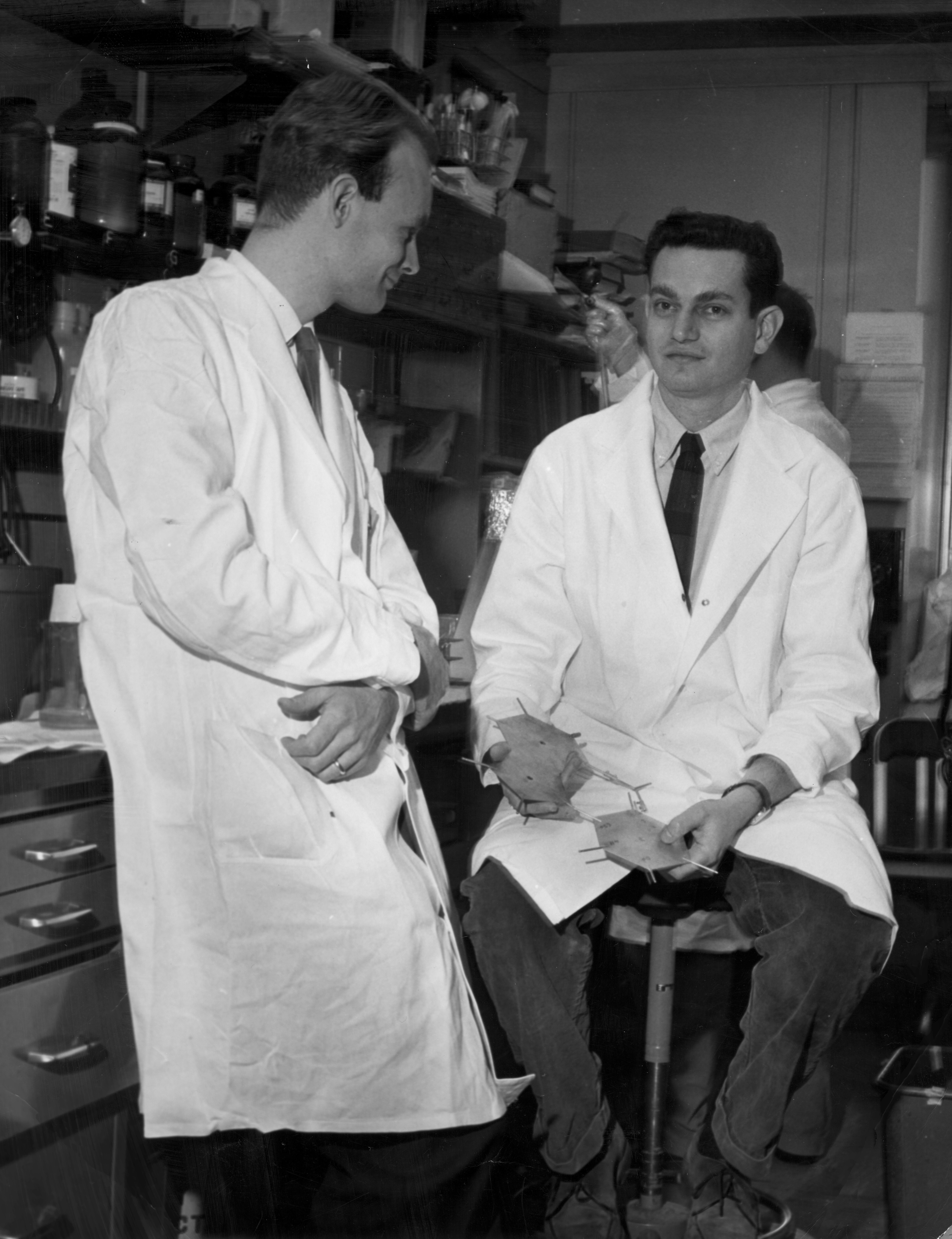
Marshall Nirenberg (esquerra) al costat de Heinrich J. Matthaei

Va néixer el 10 d'abril de 1927 a la ciutat de Nova York. De ben petit va desenvolupar febres reumàtiques, motiu pel qual la seva família es va traslladar a Orlando, població situada a l'Estat nord-americà de Florida, perquè es pogués beneficiar del clima subtropical. Va estudiar zoologia a la Universitat de Florida, on es va graduar l'any 1948, i posteriorment va realitzar el doctorat en bioquímica l'any 1957 a la Universitat de Michigan.
Aquell mateix any va iniciar el seu treball de post-doctorat a l'Institut Nacional de la Salut dels Estats Units, i el 1960 inicià la seva tasca de recerca científica en bioquímica.

## Recerca científica
El 1959 va iniciar els estudis relacionats amb l'àcid desoxiribonucleic (ADN) i l'àcid ribonucleic (ARN), així com la generació de proteïnes. La seva recerca va posar els fonaments de bona part de l'actual bioquímica genètica.
Al costat d'Oswald Avery, Francis Crick, James D. Watson va fer estudis sobre el funcionament biològic i químic de l'ADN respecte a les seves funcionalitats de transmissió de la informació genètica. En aquells moments no es coneixien els mecanismes de replicació de l'ADN i la manera de la qual estava aquest àcid implicat en la generació de les proteïnes, així com el rol que tenia l'ARN en tots aquests processos. Formant equip amb Heinrich J. Matthaei va intentar resoldre de la millor forma possible la descripció d'aquests processos, aconseguint la síntesi química de l'ARN mitjançant l'ús d'un compost denominat uracil, un nucleòtid que apareix només a l'ARN. El procés d'elaboració va ser aparentment simple, ambdós científics van afegir aquest poli-uracil en una cèl·lula lliure extreta d'una Escherichia coli la qual contenia l'ADN, l'ARN, els ribosomes i altres mecanismes cel·lulars per a la síntesi de la proteïna. Van afegir a la solució ADNasa, substància que trenca i separa a part l'ADN de les cèl·lules, observant d'aquesta forma que les proteïnes generades procedien només de l'ADN aïllat i que no hi havia altres fonts contaminants. Afegint un aminoàcid radioactiu i uns dinou sense radioactivitat només alguns blocs de proteïnes generats mostraven un traçat radioactiu de fenilalanina. D'aquesta forma es va aconseguir desxifrar el codi genètic d'aquest aminoàcid: tres bases d'uracil (UUU). Aquest va ser el primer pas per al desxiframent del codi genètic i la primera demostració de les habilitats de l'ARN missatger.
L'any 1968 fou guardonat amb el Premi Nobel de Medicina o Fisiologia per la descripció del codi genètic i el seu impacte en la síntesi proteica, premi que compartí amb Robert W. Holley i Har Gobind Khorana.
Posteriorment va arribar a trobar tres bases repetits d'adenosina (AAA) produïts per l'aminoàcid lisina, citosina, la triple repetició (CCC) produïda per la prolina i la guanina, igualment la repetició (GGG). El seu ajudant, Phillip Leder, va aconseguir desenvolupar un mètode per a determinar el codi genètic basat en peces de l'ARNt o ARN de transferència. Així mateix es va dedicar a investigar profundament en l'àrea de la neurociència, el desenvolupament neural, i els gens homeobox.